# Amphiloque d'Iconium
Pour les articles homonymes, voir Amphiloque.
Amphiloque d'Iconium  (en grec ancien Ἀµφιλόχιος / Amphilokhios) était évêque d'Iconium en Cappadoce, au IVe siècle. C'est un représentant de l'école théologique cappadocienne qui a conduit aux formulations dogmatiques trinitaires du premier concile de Constantinople.
Seuls une dizaine d'homélies et quelques fragments de ses écrits ont subsisté. Ce que l'on connaît de lui vient principalement de sa correspondance avec Basile de Césarée et Grégoire de Nazianze. Il est aussi cité par Jérôme de Stridon dans son De Viris Illustribus et Théodoret de Cyr parle d'une rencontre qu'il eut avec l'empereur Théodose Ier. Plusieurs conciles, par ailleurs, le citent.
Il naquit sans doute à Césarée de Cappadoce en 339 ou 340 et mourut entre 394 et 403. Son père était un éminent avocat et sa mère Livia remarquable par sa gentillesse et sa sagesse. Il était probablement cousin de Grégoire de Nazianze. Il étudia le droit.
Il est fêté le 23 novembre dans le calendrier des saints.

## Mariologie
À la suite d'Origène, Amphilocque d'Iconium commente le glaive du cantique de Syméon comme se référant au doute de la vierge Marie.

### Extraits
Voyez comment Siméon appela ces pensées innombrables une épée, touchant jusqu’aux veines et à la moelle. C’est dans celles-ci qu’est tombée la Vierge Marie, parce qu’elle ne connaissait pas encore le pouvoir de la résurrection, et qu’elle ne savait pas que la résurrection approchait. Après cette résurrection, ce n’était plus une épée à deux tranchants, mais joie et félicité. Siméon appela le signe qu’est la croix un signe de contradiction, puisqu’à ce moment ces pensées transpercèrent la Vierge.

Amphiloque d’Iconium, Sermon sur la Nativité de Jésus-Christ, Homilia in Natalitatem Jesu Christi, Patrologia Graeca 39 40B-41D.

## Sources bibliographiques
Éditions
- Michel Bonnet, en collaboration avec Sever J. Voicu (trad. du grec ancien), Homélies I, Paris, Éditions du Cerf, coll. « Sources chrétiennes », 2012, 385 p. (ISBN 978-2-204-09979-0)
- Michel Bonnet, en collaboration avec Sever J. Voicu, Homélies, II, Paris, Éditions du Cerf, coll. « Sources chrétiennes », 2012, 400 p. (ISBN 978-2-204-09980-6)

## Édition
- CPG 3230-3254